# Steffen Moratz
Steffen Moratz (* 1967 in Grevesmühlen) ist ein deutscher Hörspieldramaturg, -regisseur und -sprecher.

## Leben
Steffen Moratz studierte Theaterwissenschaften und arbeitete an verschiedenen Theatern. Seit dem Jahr 2000 ist er umfangreich im Bereich Hörspiel als Regisseur und Dramaturg und gelegentlich auch als Sprecher tätig. Mit dem Hörspiel Rutkas Tagebuch stellte Moratz 2011 zum ersten Mal die Tagebücher Rutka Laskiers, die 1943 als Jugendliche in Auschwitz umkam, einem deutschsprachigen Publikum vor.

## Hörspiele

### Als Sprecher
- 2000: Die Päpstin – Regie: Walter Niklaus
- 2000: Der Besucher – Regie: Jörg Jannings
- 2001: Gräfin Cosel (4. Teil: Die Flucht) – Regie: Walter Niklaus
- 2004: Pelle, der Eroberer – Regie: Götz Fritsch
- 2007: Das Hundeleben der Juanita Narboni – Regie: Götz Fritsch
- 2007: Queen Mary 3 – Regie: Stefan Kanis

### Als Bearbeiter (Wort)
- 2002: Ein Brief an Hanny Porter – Regie: Christoph Dietrich
- 2003: Elling schreibt – Regie: Oliver Sturm
- 2006: Durst – (M. Kumpfmüller) Regie: Ulrich Lampen
- 2007: Betriebsbedingt gekündigt (I. Levinson)
- 2007: Die Süße des Lebens (P. Hochgatterer)
- 2009: Die dunkle Unermesslichkeit des Todes (M. Carlotto)
- 2010: Das war ich nicht (K. Magnusson)
- 2011: Rutkas Tagebuch – Regie: Gottfried von Einem
- 2013: Verdächtige Geliebte (K. Higashino)
- 2015: Nicht mit mir (P. Petterson)
- 2016: Der Geheimagent (Joseph Conrad)

### Als Dramaturg
- 2005: Die Reise zum Mittelpunkt der Erde – Regie: Leonhard Koppelmann
- 2006: Solaris – Regie: Peter Rothin
- 2007: Lachsfischen im Jemen – Regie: Nikolai von Koslowski
- 2008: Tantes Inferno – Regie: Walter Adler
- 2008: Mobil – Regie: Gottfried von Einem
- 2011: FOXp2: Das Tier spricht – Regie: Sven Stricker
- 2013: Döbeln – Regie: Heike Tauch
- 2015: Nachtgeschwister, provisorisch
- 2016: Der Richtige (Dunja Arnaszus)

### Als Regisseur
- 2006: Stillleben in einem Graben – Autor: Fausto Paravidino
- 2007: Betriebsbedingt gekündigt – Autor: Iain Levison
- 2007: Steins Kampf. Der Mann, der Adolf Hitler retten wollte – Autor: Ralph Oehme
- 2007: Die Süße des Lebens – Autor: Paulus Hochgatterer
- 2008: Keine weiteren Vorkommnisse – Autor: Günter Kunert
- 2009: Die dunkle Unermesslichkeit des Todes – Autor: Massimo Carlotto
- 2009: Die Raben des Barbarossa – Autoren: Marianne Wendt und Christian Schiller
- 2009: Dederisch für alle – Autor: Frank Naumann
- 2010: Das war ich nicht – Autor: Kristof Magnusson
- 2012: Transsilvanien – Autor: Andreas Jungwirth
- 2012: Die verbotene Welt – Autor: Frank Naumann
- 2012: Goethes Briefwechsel mit einem Kinde – Autorin: Bettina von Arnim
- 2013: Verdächtige Geliebte – Autor: Keigo Higashino
- 2013: Wer geht zuerst – Autorin: Ricarda Bethke
- 2013: Provincetown Playhouse, Juli 1919, ich war 19 – Autor: Normand Chaurette
- 2014: Besser gleich ins Herz – Autor: Alexander Moltschanow
- 2014: Als ich Charles war – Autor: Fabrice Melquiot
- 2015: Ein Känguru wie Du – Autor: Ulrich Hub
- 2015: Nicht mit mir – Autor: Per Petterson
- 2016: Ein guter Mensch – Autorin: Fanny Britt
- 2017: Pfarrer Weltsprech und Doktor Hoffnung – Autor: Frank Naumann
- 2017: Gretel und Hänsel – Autorin: Suzanne Lebeau
- 2017: Bilder von uns – Autor: Thomas Melle
- 2018: Matildas letzter Sommer – Autor: Mary Wesley
- 2019: Die Roofe – Autor: Matthias Karow
- 2019: Fleischfabrik – Autor: Christian Hussel
- 2019: Oberwasser – Autor: Frank Naumann
- 2020: Der Wachmann – Autor: Peter Terrin, Übersetzung: Rainer Kersten, Bearbeitung und Regie, Produktion: DLF Kultur, 55 Min.[3]
- 2022: Mein lieber Wolf – Meine lieben fernen Mädels – Autoren: Ellen Hellwig, Wolfgang Hellwig, Anne Osterloh
- 2023: Days of Nothing – Autor: Fabrice Melquiot
- 2024: Die Rassistin – Autorin: Jana Scheerer

## Auszeichnungen
- 2015: Hörspiel des Monats August für Per Petterson: Nicht mit mir
- 2021: Hörspielpreis der Kriegsblinden für Atlas von Thomas Köck, Erstausstrahlung 9. November 2020 bei »MDR Kultur – das Radio«, Regie: Heike Tauch, Redaktionsleitung: Steffen Moratz
- 2024: Hörspiel des Monats September für Jana Scheerer: Die Rassistin